# Ginger Snaps: El Origen
Ginger Snaps Back: The Beginning (titulada: Feroz: El comienzo en Hispanoamérica) es una película de terror del año 2004. Es la última entrega de la saga Ginger Snaps. Está protagonizada por Emily Perkins y Katharine Isabelle.

## Sinopsis
Es el año 1815. La pelirroja Ginger y su hermana Brigitte llegan a Fort Bailey conducidas por un cazador nativo que ha salvado a Brigitte de morir en una trampa para osos. 
El fuerte está habitado solo por once hombres, que viven aterrados por un terrible peligro que existe en esta zona. 
Cuando se dan cuenta de que están pasando cosas muy extrañas, huyen del fuerte de nuevo con la ayuda del cazador indio. Pero ya será demasiado tarde para una de ellas, debe ser su propia hermana quien la mate si quiere acabar con una maldición que puede asolar el lugar para siempre...
- Datos: Q74014